# 892年
| 千纪： | 1千纪                                                                                           |
| 世纪： | 8世纪 \| 9世纪 \| 10世纪                                                                        |
| 年代： | 860年代 \| 870年代 \| 880年代 \| 890年代 \| 900年代 \| 910年代 \| 920年代                       |
| 年份： | 887年 \| 888年 \| 889年 \| 890年 \| 891年 \| 892年 \| 893年 \| 894年 \| 895年 \| 896年 \| 897年 |
| 纪年： | 壬子年（鼠年）；唐景福元年；南诏嵯耶四年；日本寬平四年                                          |

## 大事记
- 中国
  - 五代吴国建立者杨行密再入扬州，被唐廷册封为淮南节度使。欧阳修新五代史以本年作为楊吳开始。
  - 大足石刻－北山摩崖造像开始开凿。

## 出生
- 唐哀帝李柷
- 後晉高祖石敬瑭